# James Robinson (Leichtathlet)
James Robinson (James Junior Robinson, Jr.; * 27. August 1954 in Oakland) ist ein ehemaliger US-amerikanischer Mittelstreckenläufer, der sich auf die 800-Meter-Distanz spezialisiert hatte.
Bei den Olympischen Spielen 1976 in Montreal erreichte er das Halbfinale.
1979 siegte er bei den Panamerikanischen Spielen in San Juan und wurde Zweiter beim Leichtathletik-Weltcup in Montreal. Der US-Olympiaboykott verhinderte seine Teilnahme an den Olympischen Spielen 1980.
Einem weiteren zweiten Platz beim Leichtathletik-Weltcup 1981 in Rom folgte ein fünfter Platz bei den Leichtathletik-Weltmeisterschaften 1983 in Helsinki.
1984 wurde er bei den US-Ausscheidungskämpfen für die Olympischen Spiele in Los Angeles in einem Fotofinish Vierter hinter Earl Jones, Johnny Gray und dem zeitgleichen John Marshall und verpasste damit trotz persönlicher Bestzeit eine weitere Olympiateilnahme.
Siebenmal wurde er US-Meister (1976, 1978–1982, 1984).

## Persönliche Bestzeiten
- 800 m: 1:43,92 min, 19. Juni 1984, Los Angeles
  - Halle: 1:47,51 min, 12. Februar 1982, New York City
- 1000 m: 2:16,3 min, 6. August 1981, Kopenhagen
  - Halle: 2:19,9 min, 6. Februar 1982, Louisville